# Ivan Jurančič
Ivan Jurančič, slovenski čebelar in čebelarski učitelj, * 6. december 1861, blizu Sv.Andraža v Slovenskih goricah, † 24. april 1935, Andrenci.

## Življenje
Leta 1875 so mu kmečki starši omogočili začetek šolanja na realki na Ptuju, vendar je bil že po dveh letih zaradi očetove smrti prisiljen končati šolanje.
Med letoma 1881 in 1884 je bil v avstro-ogrski vojski. Leto dni po vrnitvi se je priženil v Andrence in ob kmečkem delu začel s čebelarjenjem. 1902 je na Dunaju opravil izpit za čebelarskega učitelja in že naslednjo leto postal potujoči učitelj Čebelarskega društva za Spodnjo Štajersko.
V letu 1902 se je na Dunaju dodatno izobraževal na posebnem mikroskopskem tečaju. Poleg izobraževalnega dela za čebelarje si je Jurančič posebne zasluge prislužil tudi kot praktični čebelar in izdelovalec panjev oz. čebelarskega orodja in naprav. S svojimi prispevki je sodeloval v strokovnem glasilu Slovenski čebelar, uspešno pa se je predstavil na velikih čebelarskih razstavah na Dunaju, v Gradcu, Ljubljani in drugod. Leta 1888 je v rokopisu dokončal priročnik Čebeloreja, ki pa ga Mohorjeva družba zaradi njegove obsežnosti ni nikoli natisnila. V domačen kraju je umrl leta 1935.
Po njem se imenuje čebelarsko društvo v Cerkvenjaku.
Njegov sin je bil Janko Jurančič.